# Kleiner Bermel
Koordinaten: 50° 16′ 50″ N, 7° 5′ 7″ O
Das Naturschutzgebiet Kleiner Bermel liegt im Landkreis Mayen-Koblenz in Rheinland-Pfalz. Das etwa 14 ha große Gebiet, das im Jahr 1978 unter Naturschutz gestellt wurde, erstreckt sich südlich der Ortsgemeinde Bermel um den 500 Meter hohen Kleinbermel herum. Nördlich verläuft die Landesstraße L 96.